# A.F.C. Mansfield
AFC Mansfield là một câu lạc bộ bóng đá Anh tọa lạc ở Forest Town, một vùng ngoại ô Mansfield, Nottinghamshire. Họ thi đấu ở Northern Counties East Football League Division One, sau khi giành quyền thăng hạng từ Central Midlands Football League năm 2014.

## Lịch sử
AFC Mansfield được thành lập vào tháng 6 năm 2012 bởi 3 cựu giám đốc của Mansfield Town  và ngay lập tức được xếp một vị trí ở Central Midlands League. Trong mùa giải ra mắt, họ cán đích ở vị trí thứ 2. Mùa giải sau đó, họ còn làm được hơn thế khi vô địch North Division và giành quyền thăng hạng Northern Counties East League Division One. Họ tạo nên cú ăn hai ở cả Mùa giải và Cup khi cũng nâng cao chức vô địch của Central Midlands League Cup. AFC Mansfield cũng có màn ra mắt ở FA Vase mùa giải 2013–14. Họ thắng 3 trận trước khi bị loại ở vòng 2 bởi đội bóng xếp trên họ 2 cấp độ trong hệ thống giải bóng đá Anh.

### Lịch sử giải đấu và Cup
| AFC Mansfield League and Cup history | AFC Mansfield League and Cup history     | AFC Mansfield League and Cup history | AFC Mansfield League and Cup history | AFC Mansfield League and Cup history | AFC Mansfield League and Cup history | AFC Mansfield League and Cup history |
| Mùa giải                             | Hạng đấu                                 | Cấp độ                               | Vị thứ                               | FA Cup                               | FA Vase                              |                                      |
| ------------------------------------ | ---------------------------------------- | ------------------------------------ | ------------------------------------ | ------------------------------------ | ------------------------------------ | ------------------------------------ |
| 2012–13                              | Central Midlands League North Division   | 11                                   | 2                                    | -                                    |                                      |                                      |
| 2013–14                              | Central Midlands League North Division   | 11                                   | 1                                    | -                                    | Vòng 2                               |                                      |
| 2014–15                              | Northern Counties East League Division 1 | 10                                   |                                      | -                                    |                                      |                                      |

## Các danh hiệu và kỉ lục

### Danh hiệu
- Central Midlands League North Division
  - Vô địch: 2013–14
  - Á quân: 2012–13
- Central Midlands League Challenge Cup
  - Vô địch: 2013–14
  - Á quân: 2012–13
- Nottinghamshire Intermediate Cup
  - Vô địch: 2012–13[7]

### Kỉ lục
- Thành tích tốt nhất ở FA Vase: Vòng 2 (2013–14)